# Kenan Pars

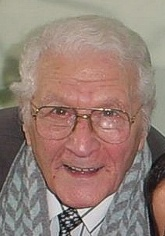
Kenan Pars, 2002

Kenan Pars, eigentlich Kirkor Cezveciyan (* 10. März 1920 in Istanbul; † 10. März 2008 ebenda), war ein türkischer Theater-, Film- und Fernsehschauspieler sowie Regisseur armenischer Abstammung.

## Leben
Kenan Pars begann seine Karriere 1953 und hatte anfänglich vor allem Rollen temperamentvoller Männer in Yeşilçam-Filmen inne. Er lebte in Bakırköy und betrieb einen Millî-Piyango-Laden am Bakırköy Özgürlük Meydanı.
Neben der Schauspielerei schrieb Kenan Pars die Drehbücher für die Filme Oğlum, Derdimden Anlayan Yok, Cinayet Gecesi, Ölüm Allah'ın Emri, Aklın Durur und Bir Ateşim Yanarım und war auch Produzent mehrerer Spielfilme. Er beendete seine Karriere 2003. Unter den Türken ist er im Kino vor allem als harter und maliziöser Mann in Erinnerung.
Die Trauerfeier für Kenan Pars fand in der Kirche Bakırköy Ermeni Kilisesi statt, begraben wurde er auf dem armenischen Friedhof Bakırköy Ermeni Mezarlığı.

## Filmografie

### Schauspieler
- 1953 Öldüren Şehir
- 1954 Aramızda Yaşıyamazsın
- 1954 Beyaz Cehennem / Cingöz Recai
- 1954 Ecel Köprüsü
- 1954 Evlat Acısı
- 1954 Son Şarkı
- 1954 Vahşi Kız
- 1955 Artık Çok Geç
- 1955 Gün Doğarken
- 1955 Günahkar Baba
- 1955 Kanlarıyla Ödediler
- 1955 Ölüm Korkusu
- 1956 Büyük Sır
- 1956 Günah Köprüsü
- 1956 İntikam Alevi
- 1956 Köy Canavarı
- 1956 Öldürdüğüm Sevgili
- 1956 Sazlı Damın Kahpesi
- 1956 Sönen Yıldız
- 1957 Dişi Canavar
- 1957 Ebediyen Seninim
- 1957 Mahşere Kadar
- 1957 Pusu
- 1957 Yanık Kezban
- 1958 Asi Evlat
- 1958 Ateş Rıza
- 1958 Ayşe'nin Çilesi
- 1958 Bir Dilim Ekmek
- 1958 Çitlenbik
- 1958 Funda
- 1958 Gönülden Ağlayanlar
- 1958 Hayat Cehennemi
- 1958 Kederli Yıllar
- 1958 Kızımın Başına Gelenler
- 1958 Vicdan Azabı
- 1958 Yavrum İçin
- 1959 Balıkçının Kızı Gülnaz
- 1959 Gurbet
- 1959 İzmir Ateşler İçinde
- 1959 Ömrüm Böyle Geçti
- 1959 Ömrümün Tek Gecesi
- 1959 Samanyolu
- 1959 Şeytan Mayası
- 1959 Unutulmayan Aşk / Zeynebim
- 1959 Vatan Uğruna
- 1960 Elveda Hatıralar
- 1960 Evlat Yüzünden
- 1960 İçimizden Biri / Ölüm Çemberi
- 1960 İlk Aşk
- 1960 Şoför Nebahat
- 1960 Talihsiz Yavru
- 1961 Allah Cezanı Versin Osman Bey
- 1961 Aşk Ve Yumruk
- 1961 Bir Yetimenin Hasreti
- 1961 Bülbül Yuvası
- 1961 Kalp Yarası
- 1961 Karanlıkta Yaşayanlar
- 1961 Oğlum
- 1961 Sabırtaşı
- 1961 Şafakta Buluşalım
- 1961 Vahşi Kedi
- 1962 Acı Ve Tatlı
- 1962 Aramıza Kan Girdi
- 1962 Belki Bir Sabah Geleceksin
- 1962 Cehennem Yolcuları
- 1962 Derdimden Anlayan Yok
- 1962 Dilberler Yuvası
- 1962 Gençlik Hülyaları
- 1962 Küçük Beyefendi
- 1962 Lekeli Kadın
- 1962 Sahte Nikah
- 1962 Yavaş Yürü Yabancı
- 1963 Aşka Susayanlar
- 1963 Aşka Tövbe
- 1963 Başımı Belaya Sokma
- 1963 Kırık Anahtar
- 1963 Mukadderat
- 1964 Afilli Delikanlılar
- 1964 Avare
- 1964 Erkekler Ağlamaz
- 1964 Kaldırımlar Üstünde
- 1964 Karanlıkta Uyananlar
- 1964 Kocaoğlan
- 1964 Köye Giden Gelin
- 1964 Macera Kadını
- 1964 Mualla
- 1964 Ölüm Allahın Emri
- 1964 Şoför Nebahat Ve Kızı
- 1964 Varan Bir
- 1964 Vur Gözünün Üstüne
- 1965 Aklın Durur
- 1965 Ateş Gibi Kadın
- 1965 Beni Kadınlara Sor
- 1965 Bitirim Aşkı
- 1965 Devlerin Kavgası
- 1965 Ekmek Kavgası
- 1965 Ekmekçi Kadın
- 1965 Eller Yukarı
- 1965 Fakir Gencin Romanı
- 1965 Gizli Emir
- 1965 İki Yavrucak
- 1965 Kamyon Faresi
- 1965 Kara Kedi
- 1965 On Korkusuz Kadın
- 1965 Onyedinci Yolcu
- 1965 Ölüme Kadar
- 1965 Sırtımdaki Bıçak
- 1965 Son Kuşlar
- 1965 Şıngırdak Melahat
- 1966 Aşkın Kanunu
- 1966 Biraz Kül Biraz Duman
- 1966 Fakir Ve Mağrur
- 1966 Fatih'in Fedaisi
- 1966 İstanbul Dehşet İçinde
- 1966 Kanlı Pazar
- 1966 Katiller De Ağlar
- 1966 Kenarın Dilberi
- 1966 Meleklerin İntikamı
- 1966 Tehlikeli Oyun
- 1966 Tilki Selim
- 1966 Yiğit Yaralı Olur
- 1967 Ağa Düşen Kadın
- 1967 Aşkınla Divaneyim
- 1967 Düşman Aşıklar
- 1967 Serseriler Kralı
- 1967 Trafik Belma
- 1967 Üç Sevdalı Kız
- 1967 Zengin Ve Serseri
- 1968 Altın Avcıları
- 1969 Gizli Emir
- 1969 Kibar Ali
- 1972 Yirmi Yıl Sonra
- 1973 Aşkın Zaferi / Aşk ve Vatan
- 1973 Kara Murat Fatih'in Fermanı
- 1973 Kızım
- 1973 Lekeli Kadın
- 1974 Aç Gözünü Mehmet
- 1974 Başa Gelen Çekilir
- 1974 Bir Ana Bir Kız
- 1974 Bir Tanem
- 1974 Diriliş
- 1974 Eski Kurtlar
- 1974 Kanlı Sevda
- 1974 Mekansız Öldüler
- 1974 Memleketim
- 1974 Namus Belası
- 1974 Öpme Sev
- 1974 Parasızlar
- 1974 Silahın Elinde Kardeş
- 1974 Sosyete Behçet
- 1974 Tek Başına
- 1974 Tipsiz
- 1975 Adamını Bul
- 1975 Bana Beş Avrat Yetmez
- 1975 Beş Milyoncuk Borç Verir misin
- 1975 Bir Defa Yetmez
- 1975 Delicesine
- 1975 Gençlik Köprüsü
- 1975 Gördüğün Yerde Vur
- 1975 Hesap Günü
- 1975 Islak Dudaklar
- 1975 İnce Memed Vuruldu
- 1975 Kral Benim
- 1975 Macera
- 1975 O'nun Hikayesi
- 1975 Salak Bacılar
- 1975 Seferim Var
- 1975 Sevişerek Ölenler
- 1975 Sıra Sende Yosma
- 1975 Şafakta Buluşalım
- 1975 Şeftalisi Ala Benziyor / 24 Ayardayım
- 1975 Vur Tatlım
- 1975 Yarınlar Kimin
- 1976 Bitmeyen Şarkı
- 1976 Evlatlık / Çıngar
- 1976 Günahkar
- 1976 Kadı Han
- 1976 Krallar Eğleniyor
- 1976 Kurban Olayım
- 1976 Mağlup Edilemeyenler
- 1976 Ne Haber
- 1976 Ne Umduk Ne Bulduk
- 1976 Nereye Bakıyor Bu Adamlar
- 1976 Ölüme Yalnız Gidilir
- 1976 Parola Kartal
- 1977 Adalet
- 1977 Bir Adam Yaratmak
- 1977 İkimiz De Sevdik
- 1977 Ölmeyen Şarkı
- 1977 Şöhretin Bedeli
- 1977 Yangın
- 1979 Mücevher Hırsızları
- 1982 Kördüğüm
- 1984 Darbe
- 1985 Sosyete Şaban
- 1986 Kertenkele
- 1986 Uçurum
- 1987 Bomba
- 1987 Donanmanın Gülü
- 1987 İkisi De Cesurdu
- 1987 Kader Utansın
- 1987 Kuruluş / Osmancık
- 1987 Menekşeler Mavidir
- 1987 Sarışınım
- 1987 Yalnız Kadın
- 1987 Yarın Artık Bugündür
- 1987 Yeniden Doğmak
- 1987 Zirve
- 1988 Acı Su
- 1988 Emanet
- 1988 Hüküm
- 1988 Sana Can Dayanmaz
- 1988 Sis
- 1993 Çöplükler Kraliçesi
- 1993 Zirvedekiler
- 1994 Yorgun Ölüm
- 1999 Hayat Bağları
- 1999 Küçük Besleme
- 2000 Acılar
- 2003 Yeşilçam Denizi

### Regisseur
- 1961  Oğlum
- 1962  Derdimden Anlayan Yok
- 1963  Cinayet gecesi
- 1964  Ölüm Allah'ın Emri
- 1965  Aklin Durur
- 1966  Bir Ateşim Yanarım